# Eurovision Song Contest 1993
Der 38. Eurovision Song Contest fand am 15. Mai 1993 in der Green Glens Arena in Millstreet im County Cork in Irland statt. Irland gewann mit In Your Eyes das zweite Mal in Folge.

## Besonderheiten
Für Deutschland nahm die Gruppe Münchener Freiheit mit dem Titel Viel zu weit teil, der auf dem 18. Platz landete. Österreichs Beitrag Maria Magdalena, welcher wieder von Tony Wegas vorgetragen wurde, erzielte mit einer Höchstwertung aus Bosnien-Herzegowina den vierzehnten Platz. Für die Schweiz ging mit Annie Cotton zum zweiten Mal nach Céline Dion 1988 wieder eine Kanadierin ins Rennen. Die damals 17-jährige Sängerin kam mit Moi, tout simplement auf den dritten Platz, was bis zum Sieg 2024 die beste Platzierung der Eidgenossen war. Dirigent war Marc Sorrentino. Annie Cotton war die zweitjüngste Sängerin des Abends hinter der damals sechzehn Jahre alten Silje Vige aus Norwegen.
Vor dem Eurovision Song Contest 1994 wurde bekanntgegeben, dass die Plätze 1 bis 19 dieses Jahres die Qualifikation für die Teilnahme im nächsten Jahr bedeuteten.

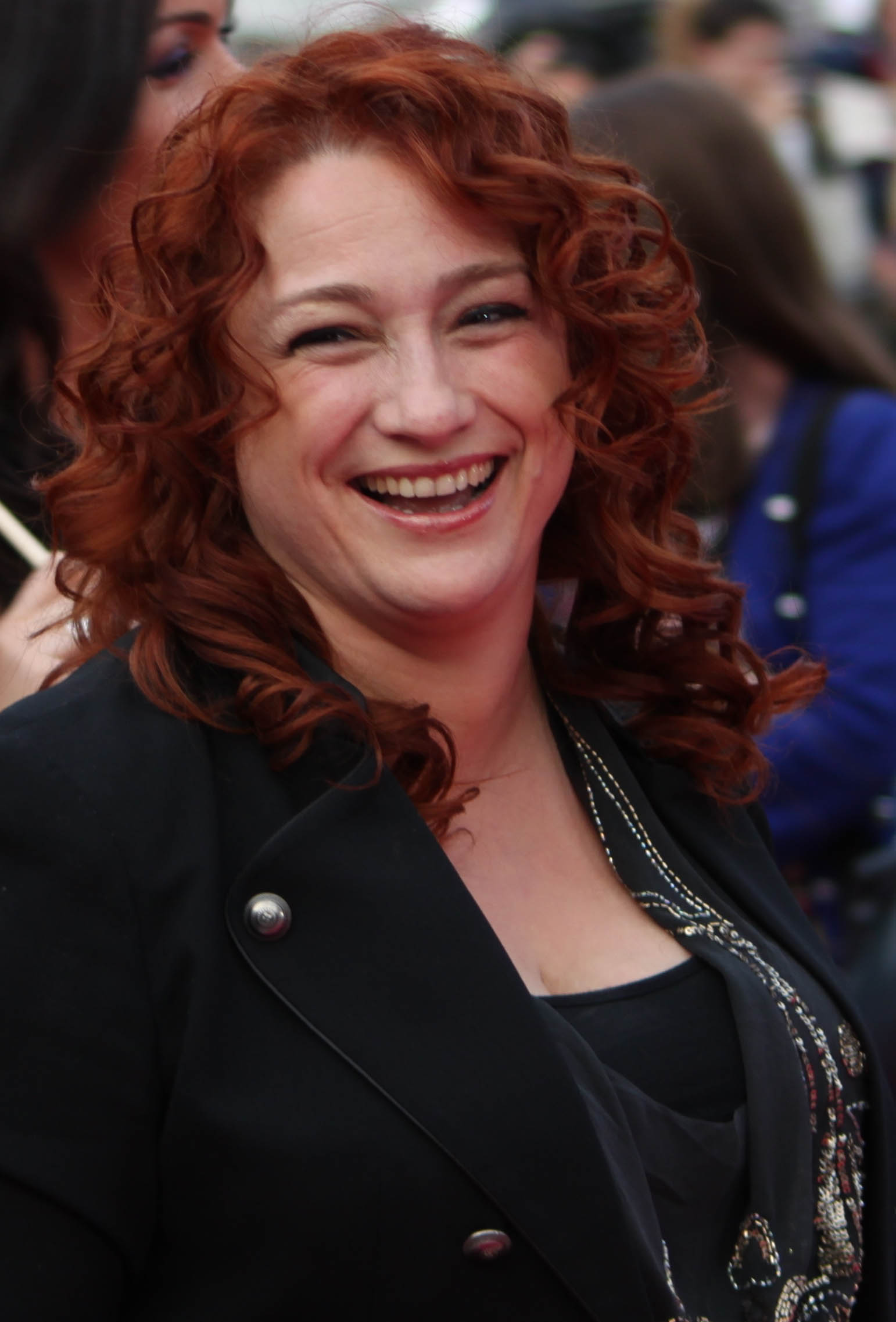
Interpretin des Siegertitels, Niamh Kavanagh, beim Eurovision Song Contest 2010

## Teilnehmer
Nach dem Fall der Berliner Mauer und der Öffnung des Eisernen Vorhangs 1989 fand für die neu hinzugekommenen osteuropäischen Länder ein Vorentscheid statt. Die ersten drei erhielten einen Startplatz in Millstreet. Alle Länder aus dem vergangenen Jahr starteten wieder – außer Jugoslawien, das in seine einzelnen Teilrepubliken zerfallen war und keine Starterlaubnis mehr bekam.

### Osteuropäischer Vorentscheid
Der osteuropäische Vorentscheid fand am 3. April 1993 im Studio 1 von Radio Televizija Slovenija in Ljubljana unter dem Titel Kvalifikacija za Millstreet statt. Tajda Lekše moderierte den Vorentscheid. In jedem Land vergab eine „Jury“, die aus einer Person bestand (meist TV-Funktionäre), 12, 10, 8, 7, 6 und 5 Punkte an die Lieder der anderen Länder. Ins Finale kamen nur die drei ersten Länder.
| Platz | Startnr. | Land                    | Interpret     | Lied Musik (M) und Text (T)                                                                            | Sprache             | Übersetzung (Inoffiziell)                 | Punkte |
| ----- | -------- | ----------------------- | ------------- | --- | ------------------- | ----------------------------------------- | ------ |
| 1.    | 6        | Slowenien               | 1X Band       | Tih deževen dan M: Cole Moretti; T: Tomaž Kosec                                                        | Slowenisch          | Ein ruhiger, regnerischer Tag             | 54     |
| 2.    | 1        | Bosnien und Herzegowina | Fazla         | Sva bol svijeta M: Edin „Dino“ Dervišhalidović; T: Fahrudin Pecikoza-Peca, Edin „Dino“ Dervišhalidović | Bosnisch            | Der Schmerz der ganzen Welt               | 52     |
| 3.    | 2        | Kroatien                | Put           | Don’t Ever Cry M: Andrej Basa; T: Đorđe Novković                                                       | Kroatisch, Englisch | Weine niemals                             | 51     |
| 4.    | 7        | Slowakei                | Elán          | Amnestia na neveru M: Jano Baláž, Jožo Ráž; T: B. Filan                                                | Slowakisch          | Amnestie für Untreue                      | 50     |
| 5.    | 3        | Estland                 | Janika        | Muretut meelt ja südametuld M: Andres Valkonen; T: Leelo Tungal                                        | Estnisch            | Sorgenloses Gemüt und Flammen des Herzens | 47     |
| 6.    | 4        | Ungarn                  | Andrea Szulák | Árva reggel M: László Pásztor; T: György Jakab, Emese Hatvani                                          | Ungarisch           | Einsamer Morgen                           | 44     |
| 7.    | 5        | Rumänien                | Dida Drăgan   | Nu pleca M: Dida Drăgan; T: Adrian Ordean                                                              | Rumänisch           | Geh nicht weg                             | 38     |

#### Punktevergabe beim Osteuropäischen Vorentscheid

Länder im Finale
Länder, die in der osteuropäischen Vorentscheidung scheiterten
Länder, die in der Vergangenheit am Eurovision Song Contest teilgenommen haben, jedoch nicht 1993

| Land                    | Abstimmungsergebnisse | Abstimmungsergebnisse | Abstimmungsergebnisse | Abstimmungsergebnisse | Abstimmungsergebnisse | Abstimmungsergebnisse | Abstimmungsergebnisse | Abstimmungsergebnisse |
| Land                    | Punkte                | BA                    | HR                    | EE                    | HU                    | RO                    | SI                    | SK                    |
| ----------------------- | --------------------- | --------------------- | --------------------- | --------------------- | --------------------- | --------------------- | --------------------- | --------------------- |
| Bosnien und Herzegowina | 52                    |                       | 5                     | 8                     | 10                    | 10                    | 7                     | 12                    |
| Kroatien                | 51                    | 10                    |                       | 6                     | 12                    | 7                     | 8                     | 8                     |
| Estland                 | 47                    | 6                     | 8                     |                       | 8                     | 6                     | 12                    | 7                     |
| Ungarn                  | 44                    | 7                     | 6                     | 12                    |                       | 8                     | 6                     | 5                     |
| Rumänien                | 38                    | 5                     | 12                    | 5                     | 5                     |                       | 5                     | 6                     |
| Slowenien               | 54                    | 8                     | 7                     | 10                    | 7                     | 12                    |                       | 10                    |
| Slowakei                | 50                    | 12                    | 10                    | 7                     | 6                     | 5                     | 10                    |                       |

#### Statistik der Zwölf-Punkte-Vergabe (Osteuropäischer Vorentscheid)
| Anzahl | Land                    | erhalten von            |
| ------ | ----------------------- | ----------------------- |
| 1      | Bosnien und Herzegowina | Slowakei                |
| 1      | Estland                 | Slowenien               |
| 1      | Kroatien                | Ungarn                  |
| 1      | Rumänien                | Kroatien                |
| 1      | Slowakei                | Bosnien und Herzegowina |
| 1      | Slowenien               | Rumänien                |
| 1      | Ungarn                  | Estland                 |

### Wiederkehrende Interpreten
| Land        | Interpret                              | Vorherige(s) Teilnahmejahr(e)                 |
| ----------- | -------------------------------------- | --------------------------------------------- |
| Dänemark    | Tommy Seebach (als Tommy Seebach Band) | 1979 • 1981 (zusammen mit Debbie Cameron)     |
| Finnland    | Katri Helena                           | 1979                                          |
| Finnland    | Pave (Begleitung)                      | 1992                                          |
| Finnland    | Pave (Begleitung)                      | Begleitung: 1982 und 1983                     |
| Island      | Einar Bragi Bragason (Begleitung)      | 1990 (als Mitglied von Stjórnin)              |
| Island      | Eyjólfur Kristjánsson (Begleitung)     | 1991 (als Mitglied von Stefán & Eyfi)         |
| Niederlande | Ruth Jacott                            | Begleitung: 1992                              |
| Niederlande | Humphrey Campbell (Begleitung)         | 1992                                          |
| Österreich  | Tony Wegas                             | 1992                                          |
| Österreich  | Gary Lux (Begleitung)                  | 1983 (als Mitglied von Westend) • 1985 • 1987 |
| Österreich  | Gary Lux (Begleitung)                  | Begleitung: 1984                              |

### Dirigenten
Jedes Lied außer dem aus der Türkei wurde mit Live-Musik begleitet bzw. kam Live-Musik zum Einsatz – folgende Dirigenten leiteten das Orchester bei dem jeweiligen Land:
- Italien – Vittorio Cosma
- Türkei – keine Orchesterbegleitung
- Deutschland – Norbert Daum
- Schweiz – Marc Sorrentino
- Dänemark – George Keller
- Griechenland – Haris Andreadis
- Belgien – Bert Candries
- Malta – Joseph Sammut
- Island – Jon Kjell Seljeseth
- Österreich – Christian Kolonovits
- Portugal – Armindo Neves
- Frankreich – Christian Cravero
- Schweden – Curt-Eric Holmquist
- Irland – Noel Kelehan
- Luxemburg – Francis Goya
- Slowenien – Jože Privšek
- Finnland – Olli Ahvenlahti
- Bosnien und Herzegowina – Noel Kelehan a
- Vereinigtes Königreich – Nigel Wright
- Niederlande – Harry van Hoof
- Kroatien – Andrej Baša
- Spanien – Eduardo Leiva
- Zypern – George Theophanous
- Israel – Amir Frohlich
- Norwegen – Rolf Løvland

## Abstimmungsverfahren
In jedem Land gab es eine Jury, die zunächst die zehn besten Lieder intern ermittelten. Danach vergaben die einzelnen Jurys 12, 10, 8, 7, 6, 5, 4, 3, 2 Punkte und 1 Punkt an diese zehn besten Lieder.

## Platzierungen
| Platz | Startnr. | Land                    | Interpret                                        | Lied Musik (M) und Text (T)                                                                            | Sprache                    | Übersetzung (inoffiziell)                        | Punkte |
| ----- | -------- | ----------------------- | ------------------------------------------------ | --- | -------------------------- | ------------------------------------------------ | ------ |
| 01.   | 14       | Irland                  | Niamh Kavanagh                                   | In Your Eyes M/T: Jimmy Walsh                                                                          | Englisch                   | In deinen Augen                                  | 187    |
| 02.   | 19       | Vereinigtes Königreich  | Sonia                                            | Better the Devil You Know M/T: Dean Collinson, Red                                                     | Englisch                   | Man weiß was man hat, aber nicht was man bekommt | 164    |
| 03.   | 04       | Schweiz                 | Annie Cotton                                     | Moi, tout simplement M: Christophe Duc; T: Jean-Jacques Egli                                           | Französisch                | Ganz einfach ich                                 | 148    |
| 04.   | 12       | Frankreich              | Patrick Fiori                                    | Mama Corsica M/T: François Valéry                                                                      | Französisch, Korsisch      | Mama Korsika                                     | 121    |
| 05.   | 25       | Norwegen                | Silje Vige                                       | Alle mine tankar M/T: Bjørn-Erik Vige                                                                  | Norwegisch                 | Alle meine Gedanken                              | 120    |
| 06.   | 20       | Niederlande             | Ruth Jacott                                      | Vrede M: Jochem Fluitsma, Eric van Tijn; T: Henk Westbroek                                             | Niederländisch             | Frieden                                          | 092    |
| 07.   | 13       | Schweden                | Arvingarna                                       | Eloise M: Lasse Holm; T: Gert Lengstrand                                                               | Schwedisch                 | —                                                | 089    |
| 08.   | 08       | Malta                   | William Mangion                                  | This Time M/T: William Mangion                                                                         | Englisch b                 | Diesmal                                          | 069    |
| 09.   | 06       | Griechenland            | Keti Garbi Καίτη Γαρμπή                          | Eladha, hora tu fotos (Ελλάδα, χώρα του φωτός) M/T: Dimosthenis Stringlis                              | Griechisch                 | Griechenland, Land des Lichts                    | 064    |
| 10.   | 11       | Portugal                | Anabela                                          | A cidade (até ser dia) M/T: Paulo de Carvalho, Marco Quelhas, Pedro Abrantes                           | Portugiesisch              | Die Stadt bis zum Morgengrauen                   | 060    |
| 11.   | 22       | Spanien                 | Eva Santamaría                                   | Hombres M: Christian de Walden, Ralf Steinman, Carlos Toro; T: Carlos Toro                             | Spanisch                   | Männer                                           | 058    |
| 12.   | 01       | Italien                 | Enrico Ruggeri                                   | Sole d’Europa M/T: Enrico Ruggeri                                                                      | Italienisch                | Sonne von Europa                                 | 045    |
| 13.   | 09       | Island                  | Inga                                             | Þá veistu svarið M: Jon Kjell Seljeseth; T: Friðrik Sturluson                                          | Isländisch                 | Dann wirst du die Antwort wissen                 | 042    |
| 14.   | 10       | Österreich              | Tony Wegas                                       | Maria Magdalena M: Christian Kolonovits, Johann Bertl; T: Thomas Spitzer                               | Deutsch                    | —                                                | 032    |
| 15.   | 21       | Kroatien                | Put                                              | Don’t Ever Cry M: Andrej Basa; T: Đorđe Novković                                                       | Kroatisch, Englisch        | Weine niemals                                    | 031    |
| 16.   | 18       | Bosnien und Herzegowina | Fazla                                            | Sva bol svijeta M: Edin „Dino“ Dervišhalidović; T: Fahrudin Pecikoza-Peca, Edin „Dino“ Dervišhalidović | Bosnisch                   | Der Schmerz der ganzen Welt                      | 027    |
| 17.   | 17       | Finnland                | Katri Helena                                     | Tule luo M: Matti Puurtinen; T: Jukka Saarinen                                                         | Finnisch                   | Komm zu mir                                      | 020    |
| 18.   | 03       | Deutschland             | Münchener Freiheit                               | Viel zu weit M/T: Stefan Zauner                                                                        | Deutsch                    | —                                                | 018    |
| 19.   | 23       | Zypern                  | Zymboulakis ke van Beke Ζυμπουλάκης και van Beke | Mi stamatas (Μη σταματάς) M: Aristos Moskovakis; T: Rodoula Papalambrianou                             | Griechisch                 | Hör nicht auf                                    | 017    |
| 20.   | 15       | Luxemburg               | Modern Times                                     | Donne-moi une chance M/T: Jimmy Martin, Patrick Hippert                                                | Französisch, Luxemburgisch | Gib mir eine Chance                              | 011    |
| 21.   | 02       | Türkei                  | Burak Aydos                                      | Esmer yarım M/T: Burak Aydos                                                                           | Türkisch                   | Meine hübsche Brünette                           | 010    |
| 22.   | 05       | Dänemark                | Tommy Seebach Band                               | Under stjernerne på himlen M: Tommy Seebach; T: Keld Heick                                             | Dänisch                    | Unter den Sternen des Himmels                    | 009    |
| 22.   | 16       | Slowenien               | 1x band                                          | Tih deževen dan M: Cole Moretti; T: Tomaž Kosec                                                        | Slowenisch                 | Ein ruhiger, regnerischer Tag                    | 009    |
| 24.   | 24       | Israel                  | Lahakat Shiru להקת שירו                          | Shiru (שירו) M: Shaike Paikov; T: Yoram Taharlev, David Chris                                          | Hebräisch, Englisch        | Singt                                            | 004    |
| 25.   | 07       | Belgien                 | Barbara                                          | Iemand als jij M: Marc Vliegen; T: Tobana                                                              | Niederländisch             | Jemand wie du                                    | 003    |

Die Länder auf den Plätzen eins bis 19 waren für den Eurovision Song Contest 1994 zugelassen.

## Punktevergabe
| Land | Abstimmungsergebnisse | Abstimmungsergebnisse | Abstimmungsergebnisse | Abstimmungsergebnisse | Abstimmungsergebnisse | Abstimmungsergebnisse | Abstimmungsergebnisse | Abstimmungsergebnisse | Abstimmungsergebnisse | Abstimmungsergebnisse | Abstimmungsergebnisse | Abstimmungsergebnisse | Abstimmungsergebnisse | Abstimmungsergebnisse | Abstimmungsergebnisse | Abstimmungsergebnisse | Abstimmungsergebnisse | Abstimmungsergebnisse | Abstimmungsergebnisse | Abstimmungsergebnisse | Abstimmungsergebnisse | Abstimmungsergebnisse | Abstimmungsergebnisse | Abstimmungsergebnisse | Abstimmungsergebnisse | Abstimmungsergebnisse | Abstimmungsergebnisse |
| Land | Punkte                | IT                    | TK                    | DE                    | CH                    | DK                    | GR                    | BE                    | IS                    | AT                    | PT                    | FR                    | SE                    | IE                    | LU                    | SI                    | FI                    | BA                    | UK                    | NL                    | HR                    | ES                    | CY                    | IL                    | NO                    | MT                    | Votings               |
| --- | --------------------- | --------------------- | --------------------- | --------------------- | --------------------- | --------------------- | --------------------- | --------------------- | --------------------- | --------------------- | --------------------- | --------------------- | --------------------- | --------------------- | --------------------- | --------------------- | --------------------- | --------------------- | --------------------- | --------------------- | --------------------- | --------------------- | --------------------- | --------------------- | --------------------- | --------------------- | --------------------- |
| Italien | 045                   |                       | –                     | –                     | 1                     | –                     | –                     | –                     | –                     | –                     | 10                    | 5                     | –                     | –                     | 10                    | –                     | 8                     | –                     | –                     | 2                     | –                     | 2                     | –                     | –                     | –                     | 7                     | 08                    |
| Türkei | 010                   | –                     |                       | –                     | –                     | –                     | –                     | –                     | 1                     | –                     | –                     | –                     | –                     | –                     | –                     | –                     | –                     | 2                     | –                     | –                     | 1                     | 6                     | –                     | –                     | –                     | –                     | 04                    |
| Deutschland | 018                   | 8                     | –                     |                       | 2                     | 3                     | –                     | –                     | –                     | –                     | –                     | –                     | –                     | 4                     | –                     | –                     | –                     | –                     | –                     | 1                     | –                     | –                     | –                     | –                     | –                     | –                     | 05                    |
| Schweiz | 148                   | 10                    | –                     | 12                    |                       | 10                    | 7                     | 8                     | 4                     | 6                     | 1                     | 12                    | 6                     | 7                     | 12                    | 8                     | 4                     | –                     | 10                    | 8                     | 2                     | 3                     | 6                     | 4                     | 3                     | 5                     | 22                    |
| Dänemark | 009                   | –                     | –                     | –                     | –                     |                       | –                     | –                     | –                     | –                     | –                     | –                     | 1                     | –                     | 3                     | –                     | –                     | 5                     | –                     | –                     | –                     | –                     | –                     | –                     | –                     | –                     | 03                    |
| Griechenland | 064                   | 2                     | 2                     | 2                     | –                     | –                     |                       | –                     | –                     | –                     | –                     | 7                     | –                     | –                     | –                     | –                     | 6                     | –                     | –                     | 5                     | –                     | 8                     | 12                    | 7                     | 7                     | 6                     | 11                    |
| Belgien | 003                   | –                     | –                     | 3                     | –                     | –                     | –                     |                       | –                     | –                     | –                     | –                     | –                     | –                     | –                     | –                     | –                     | –                     | –                     | –                     | –                     | –                     | –                     | –                     | –                     | –                     | 01                    |
| Island | 042                   | –                     | –                     | –                     | –                     | 4                     | 4                     | –                     |                       | 1                     | –                     | –                     | 7                     | 1                     | –                     | 5                     | –                     | –                     | 2                     | 7                     | 5                     | –                     | 2                     | 2                     | 2                     | –                     | 12                    |
| Österreich | 032                   | –                     | 4                     | –                     | –                     | –                     | 1                     | 3                     | –                     |                       | –                     | 3                     | –                     | 6                     | –                     | –                     | –                     | 12                    | 3                     | –                     | –                     | –                     | –                     | –                     | –                     | –                     | 07                    |
| Portugal | 060                   | –                     | –                     | 1                     | –                     | 1                     | 2                     | –                     | 2                     | 5                     |                       | 8                     | 2                     | –                     | 4                     | –                     | 2                     | –                     | 1                     | 12                    | –                     | 12                    | 3                     | –                     | 5                     | –                     | 14                    |
| Frankreich | 121                   | –                     | 7                     | –                     | 4                     | 12                    | 3                     | –                     | 8                     | 7                     | 12                    |                       | 8                     | 10                    | 6                     | 4                     | 1                     | –                     | 4                     | 3                     | 8                     | –                     | 10                    | 8                     | 6                     | –                     | 18                    |
| Schweden | 089                   | –                     | –                     | 8                     | 8                     | 7                     | –                     | 10                    | 7                     | 10                    | 4                     | –                     |                       | –                     | 5                     | 6                     | 7                     | –                     | 7                     | –                     | –                     | –                     | –                     | 10                    | –                     | –                     | 12                    |
| Irland | 187                   | 12                    | 1                     | 5                     | 12                    | 6                     | 6                     | 2                     | 3                     | 8                     | 6                     | 10                    | 12                    |                       | 7                     | 12                    | 3                     | 8                     | 12                    | 10                    | 6                     | 10                    | 7                     | 5                     | 12                    | 12                    | 24                    |
| Luxemburg | 011                   | –                     | –                     | –                     | –                     | –                     | –                     | –                     | –                     | –                     | –                     | –                     | –                     | –                     |                       | 1                     | –                     | –                     | –                     | –                     | –                     | –                     | –                     | –                     | –                     | 10                    | 02                    |
| Slowenien | 009                   | 4                     | –                     | –                     | –                     | –                     | –                     | –                     | –                     | –                     | –                     | –                     | 3                     | –                     | –                     |                       | –                     | 1                     | –                     | –                     | –                     | –                     | –                     | –                     | –                     | 1                     | 04                    |
| Finnland | 020                   | –                     | 3                     | –                     | –                     | –                     | 8                     | –                     | 5                     | –                     | –                     | –                     | –                     | –                     | 2                     | –                     |                       | –                     | –                     | –                     | –                     | –                     | –                     | –                     | –                     | 2                     | 05                    |
| Bosnien und Herzegowina                                                                                                | 027                   | 3                     | 12                    | –                     | –                     | –                     | –                     | 1                     | –                     | –                     | –                     | 4                     | –                     | 3                     | –                     | –                     | –                     |                       | –                     | –                     | –                     | –                     | –                     | –                     | –                     | 4                     | 06                    |
| Vereinigtes Königreich                                                                                                 | 164                   | 1                     | 8                     | 6                     | 5                     | 8                     | –                     | 12                    | 12                    | 12                    | 7                     | 6                     | 10                    | 8                     | 8                     | 10                    | 5                     | 3                     |                       | 4                     | 10                    | 5                     | 4                     | 12                    | 8                     | –                     | 22                    |
| Niederlande | 092                   | 6                     | 6                     | 7                     | –                     | –                     | –                     | 7                     | 6                     | 3                     | –                     | –                     | 5                     | 12                    | –                     | 7                     | –                     | 10                    | –                     |                       | 3                     | 7                     | –                     | –                     | 10                    | 3                     | 14                    |
| Kroatien | 031                   | –                     | –                     | –                     | 3                     | –                     | –                     | 4                     | –                     | –                     | 5                     | –                     | –                     | –                     | –                     | –                     | –                     | –                     | 8                     | –                     |                       | 1                     | –                     | 6                     | 4                     | –                     | 07                    |
| Spanien | 058                   | 5                     | –                     | –                     | 6                     | –                     | –                     | 5                     | –                     | 2                     | –                     | –                     | –                     | –                     | –                     | 2                     | 10                    | 6                     | –                     | –                     | 7                     |                       | 5                     | 1                     | 1                     | 8                     | 12                    |
| Zypern | 017                   | –                     | –                     | –                     | –                     | 2                     | 10                    | –                     | –                     | –                     | –                     | –                     | –                     | –                     | –                     | –                     | –                     | –                     | 5                     | –                     | –                     | –                     |                       | –                     | –                     | –                     | 03                    |
| Israel | 004                   | –                     | –                     | –                     | –                     | –                     | –                     | –                     | –                     | –                     | 3                     | 1                     | –                     | –                     | –                     | –                     | –                     | –                     | –                     | –                     | –                     | –                     | –                     |                       | –                     | –                     | 02                    |
| Norwegen | 120                   | –                     | 10                    | 10                    | 10                    | –                     | 12                    | 6                     | 10                    | –                     | 8                     | –                     | –                     | 5                     | 1                     | 3                     | 12                    | 7                     | –                     | 6                     | 12                    | –                     | 8                     | –                     |                       | –                     | 15                    |
| Malta | 069                   | 7                     | 5                     | 4                     | 7                     | 5                     | 5                     | –                     | –                     | 4                     | 2                     | 2                     | 4                     | 2                     | –                     | –                     | –                     | 4                     | 6                     | –                     | 4                     | 4                     | 1                     | 3                     | –                     |                       | 17                    |
| Die Tabelle ist senkrecht nach der Auftrittsreihenfolge geordnet, waagerecht nach der chronologischen Punkteverlesung. |                       |                       |                       |                       |                       |                       |                       |                       |                       |                       |                       |                       |                       |                       |                       |                       |                       |                       |                       |                       |                       |                       |                       |                       |                       |                       |                       |

Durch Probleme mit der Verbindung, während der Live-Show, gab Malta seine Stimmen als letztes Land ab.

### Statistik der Zwölf-Punkte-Vergabe (Finale)
| Anzahl | Land                    | erhalten von                                                                   |
| ------ | ----------------------- | ------------------------------------------------------------------------------ |
| 7      | Irland                  | Italien, Malta, Norwegen, Schweden, Schweiz, Slowenien, Vereinigtes Königreich |
| 4      | Vereinigtes Königreich  | Belgien, Island, Israel, Österreich                                            |
| 3      | Norwegen                | Finnland, Griechenland, Kroatien                                               |
| 3      | Schweiz                 | Deutschland, Frankreich, Luxemburg                                             |
| 2      | Frankreich              | Dänemark, Portugal                                                             |
| 2      | Portugal                | Niederlande, Spanien                                                           |
| 1      | Bosnien und Herzegowina | Türkei                                                                         |
| 1      | Griechenland            | Zypern                                                                         |
| 1      | Niederlande             | Irland                                                                         |
| 1      | Österreich              | Bosnien und Herzegowina                                                        |

### Punktesprecher
| Nr. | Land                    | Sprecher                  | Anmerkungen                                            |
| --- | ----------------------- | ------------------------- | ------------------------------------------------------ |
| 01  | Italien                 |                           | –                                                      |
| 02  | Türkei                  | Ömer Önder                | –                                                      |
| 03  | Deutschland             | Carmen Nebel              | Punktesprecherin 1992                                  |
| 04  | Schweiz                 | Michel Stocker            | Punktesprecher seit 1975                               |
| 05  | Dänemark                |                           | –                                                      |
| 06  | Griechenland            |                           | –                                                      |
| 07  | Belgien                 |                           | –                                                      |
| 08  | Island                  |                           | –                                                      |
| 09  | Österreich              | Andy Lee Lang             | Punktesprecher 1992                                    |
| 10  | Portugal                | Margarida Mercês De Mello | –                                                      |
| 11  | Frankreich              | Olivier Minne             | Punktesprecher 1992                                    |
| 12  | Schweden                | Gösta Hanson              | –                                                      |
| 13  | Irland                  | Eileen Dunne              | Punktesprecherin 1989 bis 1992                         |
| 14  | Luxemburg               |                           | –                                                      |
| 15  | Slowenien               | Miša Molk                 | Slowenische Kommentatorin 1992                         |
| 16  | Finnland                | Solveig Herlin            | Punktesprecherin 1982 bis 1984, 1986 bis 1990 und 1992 |
| 17  | Bosnien und Herzegowina | Dejan Zagorac             | –                                                      |
| 18  | Vereinigtes Königreich  | Colin Berry               | Punktesprecher 1977 bis 1979 und seit 1981             |
| 19  | Niederlande             | Joop van Os               | Punktesprecher 1990                                    |
| 20  | Kroatien                | Ksenija Urličić           | –                                                      |
| 21  | Spanien                 | María Ángeles Balañac     | Punktesprecherin 1991 und 1992                         |
| 22  | Zypern                  | Anna Partelidou           | Punktesprecherin 1981 bis 1987 und seit 1989           |
| 23  | Israel                  | Danny Roup                | –                                                      |
| 24  | Norwegen                |                           | –                                                      |
| 25  | Malta                   | Kevin Drake               | –                                                      |